# Саша Джоунс
Саша Джоунс (Sacha Jones) е австралийска и новозеландска тенисистка, родена на 8 ноември 1990 г.
След Ей Ес Би Класик 2012 подписва договор с австралийската тенис федерация и официално започва да представя страната. Най-високата ѝ позиция в ранглистата за жени на WTA е 157 място, постигнато на 5 април 2010 г. В турнирите от календара на ITF има 7 титли на сингъл и титлаа на двойки.